# Empirijska formula
Empirijska formula je najmanji mogući omjer kemijskih elemenata u nekom spoju. Npr. molekulska formula etena je C2H4 a njegova empirijska formula spoja je CH2. Više spojeva može imati jednaku formulsku jedinku, pa npr. navedeni eten ima jednaku empirijsku formulu kao i svi ostali alkeni s jednom dvostukom vezom, ali i cikloalkani također imaju empirijsku formulu CH2. To nije samo slučaj u organskoj kemiji. Dušikovi oksidi N2O4 i NO2 imaju jednaku empirijsku formulu.
Ako nam je poznat maseni udio elemenata u nekome spoju, koji se dobiva raznim postupcima kemijskih analiza, možemo odrediti i njegovu empirijsku formulu.
| naziv spoja     | empirijska formula | molekulska formula | sažeta strukturna formula | strukturna formula |
| --------------- | ------------------ | ------------------ | ------------------------- | ------------------ |
| klorovodik      | HCl                | HCl                | HCl                       | HCl                |
| octena kiselina | CH2O               | C2H4O2             | CH3-CO-OH                 |                    |
| eten            | CH                 | C2H2               | HCΞCH                     | H-CΞC-H            |
| benzen          | CH                 | C6H6               |                           |                    |
| etanol          | C2H6O              | C2H6O              | CH3-CH2-OH                |                    |
| metoksimetan    | C2H6O              | C2H6O              | CH3-O-CH3                 |                    |